# 比恩 (澳大利亞國會選區)
比恩選區（英語：Division of Bean）是澳大利亞首都特區的下議院選區，包括澳大利亞首都特區中、南部。

## 概要
該選區的命名是為了紀念第一次世界大戰期間澳大利亞戰爭通訊員和歷史學家查爾斯·比恩。
比恩選區是由澳大利亞選舉委員會於2018年新成立的，以填補由於該地區人口增長而導致的澳大利亞首都地區的第三個席位分配。
該選區包括首都地區外的諾福克島。

## 外部連結

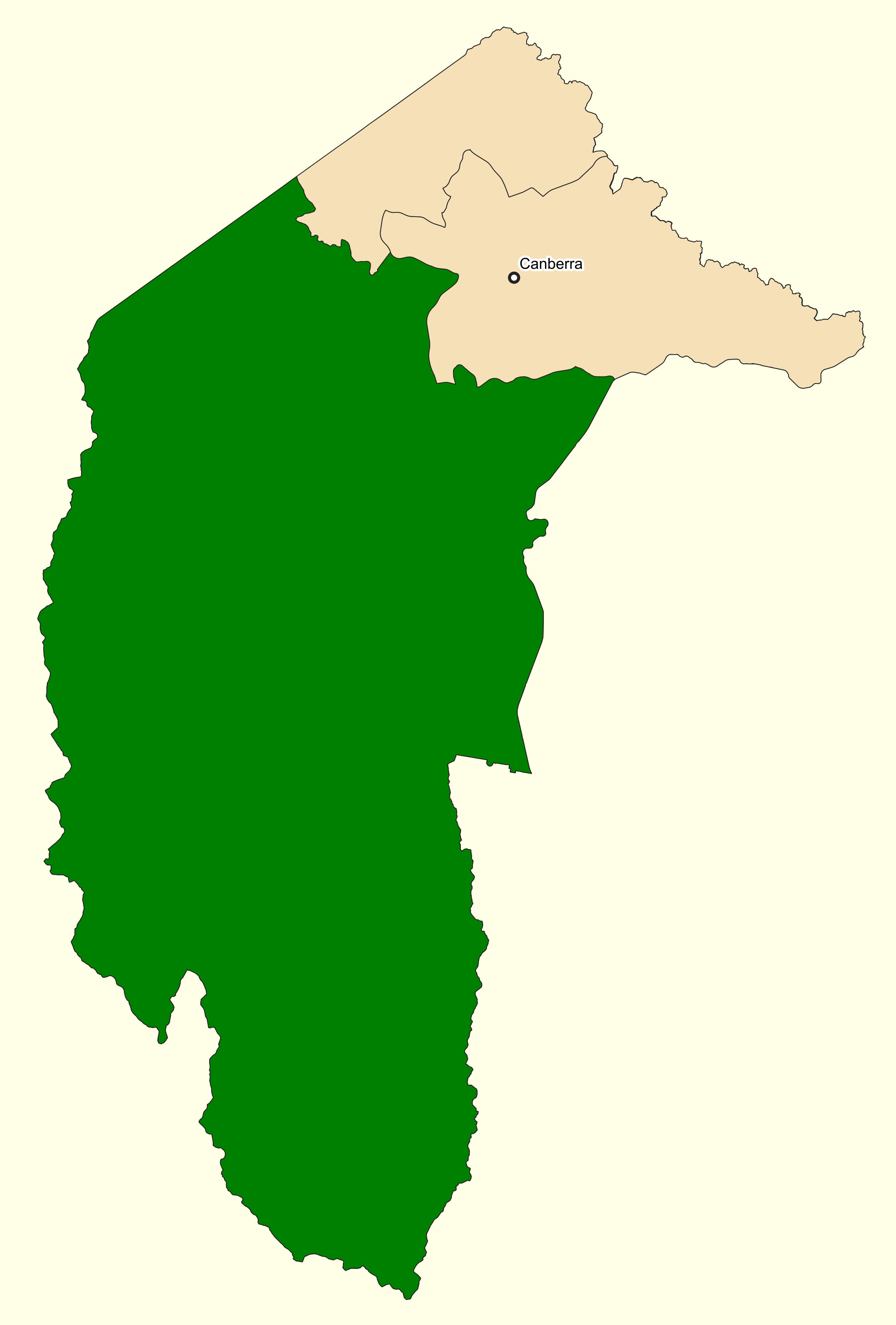

- Division of Bean – Australian Electoral Commission （页面存档备份，存于）